# Half-Life 2: Episode One
Half-Life 2: Episode One ist ein Ego-Shooter, der von Valve entwickelt und 2006 erstmals veröffentlicht wurde. Er war der erste Teil in einer geplanten Trilogie kürzerer episodischer Spiele, die die Geschichte von Half-Life 2 (2004) fortsetzen. Episode One ist eine Standalone-Erweiterung, was bedeutet, dass Half-Life 2 zum Spielen nicht benötigt wird. Mit Episode Two erschien 2007 eine Fortsetzung.

## Entwicklung und Technik
Das Spiel bedient sich vieler Neuerungen der Source Engine, die bereits im Demolevel Lost Coast vorgestellt wurden. So bietet Episode One High Dynamic Range Rendering (HDRR) und ein erweitertes Charakter-Animationssystem. Zudem gibt es einen optionalen Commentary Mode, mit dem man Kommentare der Entwickler zu bestimmten Stellen im Spiel anhören kann.
Der Arbeitstitel des Spiels lautete Half-Life 2: Aftermath und wurde später in Half-Life 2: Episode One abgeändert. Gabe Newell gab in einem Interview an, dass für diese Reihe der Name Half-Life 3 passender wäre, jedoch schlussendlich nicht gewählt wurde.

## Handlung
Episode One knüpft direkt an das Ende von Half-Life 2 an. Der „Dunkle-Materie-Reaktor“ des Teleporters explodiert, jedoch werden Alyx und Gordon Freeman durch Vortigaunts vor dem Zugriff des G-Mans gerettet.

### Spielverlauf
- Undue Alarm (Kein Grund zur Panik) – Alyx’ Roboterhund Dog befreit zusammen mit Alyx den von Trümmern verschütteten Gordon. Nachdem Gordon die Gravity Gun zurückerhalten hat, erreichen die drei ein Computerterminal vor der zusammenfallenden Zitadelle, über das Alyx Kontakt zu ihrem Vater Dr. Eli Vance aufnimmt. Dieser bittet Alyx so schnell wie möglich zu fliehen, da der Kern der Zitadelle bald explodieren werde. Daraufhin mischt sich Dr. Kleiner ins Gespräch ein. Es wird der Plan entwickelt, dass Alyx mit Gordon in die Zitadelle geht, um die Explosion des Kerns hinauszuzögern, wodurch mehr Zivilisten evakuiert werden könnten. Anschließend sollen beide mit einem Zug der Zitadelle aus City 17 flüchten. Der Eintritt in die Zitadelle scheint aber schier unmöglich, weil sich zwischen ihrem Standort und der Zitadelle ein breiter und tiefer Graben befindet. Alyx und Gordon steigen deshalb in ein Autowrack, das Dog mit ihnen darin über den Abgrund in eine Öffnung der Zitadelle wirft. Alyx und Gordon landen nach ihrem Flug und einem achterbahnähnlichen Absturz inmitten der Zitadelle und beginnen sich ihren Weg zum Zitadellenkern zu bahnen, was durch Soldaten der Combine, Stalker und andere Hindernisse erschwert wird.

- Direct Intervention (Direkter Eingriff) – Alyx und Gordon erreichen den Bereich des Zitadellenkerns. Wegen der ionisierenden Strahlung muss Alyx im Kontrollraum bleiben und Gordon alleine den instabilen Kern vor seiner Explosion bewahren. Dazu muss er, gegen den Widerstand der Combine, drei Generatoren aktivieren, die jeweils einen „Dunkle-Materie-Strahl“ in den Kern schießen und diesen stabilisieren. Als Gordon wieder bei Alyx eintrifft, findet diese in den Combine-Konsolen einen Hinweis darauf, dass die Combine die Zitadelle absichtlich durch eine Kernexplosion zerstören wollen, wodurch auch City 17 vernichtet werden würde. Die Kernüberladung ist notwendig, um eine Nachricht in die Heimatdimension der Combine zu senden: Die Explosion des Teleport-Reaktors in City 17 sandte eine Schockwelle durch das Combine-Netzwerk, wodurch auch die Reaktoren aller anderen Zitadellen temporär beschädigt wurden. Somit sind alle auf der Erde stationierten Combine momentan von ihrer Dimension abgeschnitten. Da sie offenbar bereit sind, die Zitadelle für eine einzige Nachricht zu opfern, fertigt Alyx eine Kopie davon an und flieht mit Gordon in einem Zug.

- Lowlife (Untergrund) – Der Zug entgleist jedoch, bevor sie City 17 verlassen können. Um einen anderen Bahnhof zu erreichen, müssen sie sich durch ein mehrstöckiges, unterirdisches Parkhaus kämpfen, unter dem der Zug entgleist ist. Im teilweise stockdunklen Parkhaus wimmelt es allerdings nur so von Headcrabs (Kopfkrabben), Zombies, Antlions (Ameisenlöwen) und den erstmals auftauchenden Zombines (ein durch eine Headcrab befallener Combine). Neben Waffen finden Alyx und Gordon in einem der Parkdecks einen noch funktionierenden Aufzug, der sie schließlich zur Oberfläche bringt.

- Urban Flight (Landflucht) – Dort angekommen, sehen die beiden Protagonisten auf einem Bildschirm eine sich wiederholende Videosequenz von Dr. Kleiner. Dieser informiert die Menschen unter anderem darüber, dass jetzt ein guter Zeitpunkt wäre die menschliche Rasse zu retten und sich fortzupflanzen, da das Hemmfeld, welches die Bildung von zur Embryonalentwicklung benötigten Proteinen verhindert habe, deaktiviert sei. Von diesem Platz aus kämpfen sich Alyx und Gordon nun durch City 17 zum nächsten Bahnhof. Dabei stellen sich ihnen neben den Ameisenlöwen insbesondere die Combine in den Weg, bevor sie in einem kleinen Stützpunkt der Widerstandskämpfer auf Barney Calhoun treffen. Mit ihm wird vereinbart, dass sich Gordon und Alyx getrennt von Barney und dessen Begleitern zum Bahnhof durchschlagen, um die Combine von den Zivilisten abzulenken.

- Exit 17 (Exit 17) – Nachdem sie sich einen Weg durch ein von einem Gunship bewachtes Krankenhaus geebnet haben, treffen sie am Bahnhof wieder auf Barney. Zusammen eskortieren sie die in Gruppen eingeteilten Zivilisten zum Flüchtlingszug. Dieser fährt anschließend mit Barney und den Bürgern aus City 17 ab. Alyx und Gordon bleiben noch am Bahnhof, um die Combine erneut von den Flüchtlingen abzulenken. Während Alyx einen Zug herbeiordert, führt Gordon einen abschließenden Kampf gegen ein paar Combine-Soldaten und einen Strider.

### Ende
Episode One endet damit, dass Alyx und Gordon mit dem Zug aus City 17 fliehen, als der Reaktor der Zitadelle endgültig explodiert. Nur Sekunden vor der Explosion wird die Übertragung zur Combine-Dimension versendet, während unzählige Raumschiffe und Advisors die Zitadelle verlassen und in sämtliche Richtungen ausschwärmen. Das letzte, was der Spieler sieht, ist die Schockwelle der explodierenden Zitadelle, die den Zug schließlich einholt.

## Figuren
In Episode One sind alle Figuren aus Half-Life 2 vertreten. Allerdings trifft man nur Alyx, Barney und Dog persönlich. Die restlichen Personen machen im Verlauf des Spiels indirekt auf sich aufmerksam.
Im Commentary Mode (Kommentar-Modus) erfährt man, dass dies ganz bewusst so gemacht wurde, um dem Spieler zu zeigen, dass alle Personen, auch Lamarr, die Explosion der Zitadelle überlebt haben, ohne dass sie aktiv in der Handlung vorkommen müssen. Auf diese Weise soll Episode One und die Rolle der Figuren realistischer wirken, da man nicht jedem Protagonisten „zufällig“ über den Weg läuft. Lediglich bei Dr. Breen bleibt es unklar, ob er noch lebt, da es sich bei seiner Videosequenz um eine Aufzeichnung handelt.

## Soundtrack
Der Soundtrack für Episode One wurde von Kelly Bailey komponiert. Musik ist sparsam im Spiel eingesetzt und erklingt nur bei wichtigen Entwicklungen der Hintergrundgeschichte, zudem werden große Kämpfe und Begegnungen mit neuen Feinden untermalt.
1. „Disrupted Original“ – 1:18
2. „Combine Advisory“ – 1:54
3. „Guard Down“ – 1:39
4. „Darkness at Noon“ – 0:56
5. „Self Destruction“ – 2:00
6. „Eine Kleiner Elevatormuzik“ – 1:18
7. „What Kind of Hospital Is This?“ – 3:04
8. „Infraradiant“ – 4:37
9. „Decay Mode“ – 3:06
10. „Penultimatum“ – 2:49

## Rezeption
Für Heinrich Lenhardt PC Games sei Episode 1 ein kurzweiliger Shooter. Valve liefere technisch und spielerisch Spitzenqualität. Es handele sich um einen hochkonzentrierten Remix des Hauptspiels, der die besten Teile übernehme und neue Ideen einbringe. Fabian Siegismund von GameStar betonte die Kürze des Spiels und kritisierte den Cliffhanger zum Ende. Ralph Wollner von PC Games gab sich enttäuscht, da außer neuen Levels keinerlei spielerische Neuerungen enthalten seien.

## Verfilmung
Die kanadischen Purchase Brothers produzierten die zweiteilige Fanverfilmung Half-Life: Escape from City 17. Der erste Teil erschien im Februar 2009 und erzählt parallel zu den Ereignissen von Episode One von der Flucht zweier Kämpfer des Widerstands aus City 17. Der mit einem Budget von 500 C$ produzierte Kurzfilm wurde von Valve für seine hohe Produktionsqualität gelobt. Der zweite Teil wurde im August 2011 veröffentlicht.